# Jack Mildren
Larry Jack Mildren (* 10. Oktober 1949 in Kingsville, Kleberg County, Texas; † 22. Mai 2008) war ein US-amerikanischer Footballspieler und späterer Politiker (Demokratische Partei).

## Karriere
Mildren besuchte die University of Oklahoma und spielte dort als Quarterback Football. Sein Spitzname auf dem College war „Godfather of the Wishbone“, da er vor allem auf der sogenannten Wishbone-Formation, bei der ein Runningback direkt hinter dem Quarterback steht und zwei nebeneinander hinter diesem, gute Ergebnisse erzielen konnte. Mildren stellte mit der Mannschaft in seiner Seniorsaison 1971 einige Rekorde auf, die aber mittlerweile gebrochen sind. Beispielsweise konnte die Mannschaft durchschnittlich 472,4 Yards pro Spiel laufen. Er selbst stellte den Rekord für die meisten Karriere-Touchdownpässe auf. Er wurde zum wertvollsten Spieler des Sugar Bowls gewählt, außerdem war er im All-America-Team und Academic All-America-Team.
Er wurde 1972 in der zweiten Runde von den Baltimore Colts gedraftet. Dort spielte er zwei Jahre als Safety, ehe er für ein weiteres Jahr zu den New England Patriots wechselte.
1990 wurde er zum Vizegouverneur von Oklahoma gewählt; dieses Amt übte er von 1991 bis 1995 aus. 1994 scheiterte er bei der Wahl zum Gouverneur am Republikaner Frank Keating. Mildren starb 2008 nach mehrjähriger Krebserkrankung.